# Жом (хирургический инструмент)
Жом — медицинский инструмент, применяемый в хирургии для наложения на желудок и двенадцатиперстную кишку.

## Описание
Из-за значительной толщины стенки желудка и двенадцатиперстной кишки жом имеет:
- массивные рабочие части клювовидной формы;
- оснащение рабочих частей для надёжности фиксации — имеет выраженную продольную насечку или с взаимосочетающимися шипом и углублением на конце рабочей части для предупреждения перекоса;
- четырехшарнирное устройство для самозапирания инструмента в конце фазы смыкания рукояток;
- удлинённые прочные рукоятки;
- сочетанные продольные щели на рабочих концах.

### Виды жомов
Выделяют несколько видов жомов:
- кишечный жом Пайра;
- желудочный жом Пайра;
- кишечный жом эластичный — бывают прямой и изогнутый;
- кишечный жом жёсткий.

## Примечание
1. 1 2 3  Семенов Г. М. Современные хирургические инструменты. СПб:Питер, 2006. 352 с. (серия краткое руководство). ISBN 5-469-00785-5
2. ↑  Тургунов Е. М., Нурбеков А. А. Хирургические инструменты. Учебное наглядное пособие. Караганда, 2008. 48 с.